# 川崎マイラーズ
川崎マイラーズ（かわさきマイラーズ）は神奈川県川崎競馬組合が川崎競馬場ダート1600mで施行する地方競馬（南関東公営競馬）の重賞競走である。格付けはSIII。正式名称は「東京スポーツ賞 川崎マイラーズ」。東京スポーツ新聞社が優勝杯を提供している。

## 概要
川崎競馬場でのスパーキングナイターに目玉競走を各開催ごと網羅すべく2009年に創設された重賞競走である。
競走体系の変更により、2024年から施行時期が1月に移り、2着以上の馬に3月の京成盃グランドマイラーズの優先出走権が与えられる競走となった。

### 条件・賞金（2025年）
出走資格
サラブレッド系4歳以上オープン。
負担重量
別定。A1級格付け馬57kg、A2級格付け馬55kg、B1級以下格付け馬53kg（牝馬2kg減）を基本に、2023年1月1日から2024年12月30日の間のGI/Jpn1勝ち馬は3kg、GII/JpnII・SI優勝馬は2kg、GIII/JpnIII・SII勝ち馬は1kgの負担増となる（クラス分けに関しては日本の競馬の競走体系を参照）。ただし、2歳・3歳時の成績は対象外。
賞金額
1着1,400万円、2着490万円、3着280万円、4着140万円、5着70万円、着外手当10万円。
優先出走権付与
2着以上の馬に京成盃グランドマイラーズの優先出走権が付与される。
副賞
東京スポーツ新聞社賞、神奈川県畜産会会長賞、管理者賞

## 歴史
- 2009年 - 川崎競馬場のダート1600mのサラブレッド系3歳以上の南関東所属馬限定の別定重量の南関東重賞（SIII）競走「東京スポーツ賞 川崎マイラーズ」として創設。
- 2011年 - 当年のみ、東日本大震災復興支援競走として施行。
- 2024年
  - 施行時期を1月に、出走条件も4歳以上にそれぞれ変更[3]。
  - 2着以上に京成盃グランドマイラーズの優先出走権が付与されるようになる。
  - 当年よりナイターから昼間開催となる。

### 歴代優勝馬
| 回数   | 施行年月日    | 優勝馬             | 性齢 | 所属 | タイム | 優勝騎手   | 管理調教師 | 馬主                       |
| ------ | ------------- | ------------------ | ---- | ---- | ------ | ---------- | ---------- | -------------------------- |
| 第1回  | 2009年5月20日 | ノースダンデー     | 牡4  | 船橋 | 1:40.0 | 左海誠二   | 林正人     | 小川正男                   |
| 第2回  | 2010年5月12日 | イーグルショウ     | 牡6  | 大井 | 1:38.5 | 坂井英光   | 山藤統宏   | 石倉彰                     |
| 第3回  | 2011年5月18日 | ザッハーマイン     | 牝6  | 船橋 | 1:40.0 | 的場文男   | 出川克己   | 吉田和子                   |
| 第4回  | 2012年5月16日 | カキツバタロイヤル | 牡6  | 船橋 | 1:40.3 | 石崎駿     | 凾館一昭   | 佐野恒久                   |
| 第5回  | 2013年5月22日 | スマートジョーカー | 牡6  | 大井 | 1:40.0 | 御神本訓史 | 川島正一   | 大川徹                     |
| 第6回  | 2014年5月21日 | サトノタイガー     | 牡6  | 浦和 | 1:38.4 | 町田直希   | 小久保智   | 松村真司                   |
| 第7回  | 2015年5月13日 | ソルテ             | 牡5  | 大井 | 1:42.3 | 吉原寛人   | 寺田新太郎 | （株）フロンティア・キリー |
| 第8回  | 2016年5月25日 | モンサンカノープス | 牡5  | 船橋 | 1:41.8 | 矢野貴之   | 川島正一   | 小國和紀                   |
| 第9回  | 2017年5月17日 | リアライズリンクス | 牡7  | 浦和 | 1:42.1 | 的場文男   | 小久保智   | 飯田訓大                   |
| 第10回 | 2018年5月16日 | ウェイトアンドシー | 騸7  | 浦和 | 1:41.3 | 今野忠成   | 小久保智   | （株）レックス             |
| 第11回 | 2019年5月15日 | キャプテンキング   | 牡5  | 大井 | 1:40.4 | 坂井英光   | 的場直之   | 平本敏夫                   |
| 第12回 | 2020年5月13日 | グレンツェント     | 牡7  | 大井 | 1:39.9 | 森泰斗     | 藤田輝信   | （有）シルクレーシング     |
| 第13回 | 2021年5月26日 | モジアナフレイバー | 牡6  | 大井 | 1:39.5 | 真島大輔   | 福永敏     | 尾田信夫                   |
| 第14回 | 2022年5月18日 | ファルコンビーク   | 牡5  | 川崎 | 1:40.8 | 本田正重   | 内田勝義   | 吉田勝己                   |
| 第15回 | 2023年5月17日 | アイウォール       | 牡4  | 浦和 | 1:42.4 | 森泰斗     | 水野貴史   | 吉木伸彦                   |
| 第16回 | 2024年1月3日  | デュードヴァン     | 牡7  | 大井 | 1:42.2 | 御神本訓史 | 坂井英光   | 橋本征道                   |
| 第17回 | 2025年1月3日  | ムエックス         | 牡7  | 船橋 | 1:42.3 | 張田昂     | 張田京     | 中辻明                     |

出典：南関東4競馬場公式「川崎マイラーズ競走優勝馬」